# Jaroslav Karbaš
Jaroslav Karbaš (1. září 1930 Mrákotín – 23. prosince 2018 Žirovnice) byl český politik, bývalý poslanec České národní rady (1986–1990), dlouholetý člen KDU-ČSL. Působil jako řeznický mistr v Masném průmyslu Žirovnice. Byl činný také při obnově a záchraně kulturních památek, zejména v pelhřimovském okresu.

## Rodina a zájmy
Jaroslav Karbaš byl jediným synem Jaroslava Karbaše st. a Milady Karbašové, roz. Procházkové (jeho otec byl řeznickým mistrem, je autorem receptury na játrový sýr). Po ukončení základní školy se i on vyučil u svého otce řezníkem a uzenářem. Studoval na Střední průmyslové škole technologie masa v Praze, kde maturoval v roce 1973. Od roku 1949 pracoval jako řeznický mistr v tehdejším Masném průmyslu v Žirovnici. V letech 1970–1972 byl vedoucím střediska jatek a od roku 1972 do odchodu do důchodu pak vedoucím oddělení provozu.
Volný čas rád trávil zahradničením, spolu s Josefem Křížem a dalšími členy vedli dlouhá léta výbor MO ČOZS (Československý ovocnářský a zahrádkářský svaz) Žirovnice a zasadili se o větší prosazení svého města: od roku 1963 začali pořádat výstavy květin, ovoce a zeleniny, které se od roku 1978 nazývají Zahrada Vysočiny. Od roku 1981 se výstava koná na zámku a v zámeckém špýcharu v Žirovnici, do té doby byl zámek v rozsáhlé rekonstrukci.
Jaroslav Karbaš se také zasadil o renovaci drobných památek Pelhřimovska, zejména obnovu litinových či kovaných křížů. Mimo jiné se zasadil o nález a renovaci barokní oltářní archy, která byla nalezena na půdě žirovnické fary v roce 1996. Oltář byl v roce 2003 prohlášen za movitou kulturní památku a je nyní součástí stálé expozice na zámku Žirovnice.

## Politická kariéra
V roce 1968 vstoupil do ČSL, následně se stal jejím okresním předsedou za okres Pelhřimov v letech 1976–1982, později i krajským předsedou v letech 1982–1989 a také poslancem České národní rady rovněž za ČSL v letech 1983–1989. Poté z veřejného života odešel a užíval si důchodu. V komunálních volbách 2018 podpořil kandidáty KDU-ČSL v kandidátce Žirovnice.